# Tephrosia pentaphylla
Tephrosia pentaphylla là một loài thực vật có hoa trong họ Đậu. Loài này được (Roxb.) G.Don miêu tả khoa học đầu tiên.